# Травино (Сергиевская волость)
Травино — деревня в Куркинском районе Тульской области России.
В рамках административно-территориального устройства относится к Сергиевской волости Куркинского района, в рамках организации местного самоуправления включается в Самарское сельское поселение.

## География
Расположена на реке Птань, в 13 км к западу от райцентра, посёлка городского типа Куркино, в 104 км к юго-востоку от областного центра, г. Тулы. 
На западе примыкает к деревне Сергиевское.

## Население
| 2002 | 2010 |
| ---- | ---- |
| 200  | ↘161 |

## История
С 2006 до 2013 гг. деревня входила в Сергиевское сельское поселение.